# Râul Nirajul Mic (Câmpu Cetății)
Râul Nirajul Mic este un curs de apă, unul din cele două brațe care formează râului Niraj. 
Râul nu trebuie confundat cu Nirajul Mic River, având același nume dar care se varsă în Râul Niraj în apropiere de orașul Miercurea Nirajului

## Hărți
- Harta județului Mureș
- Harta zonei Miercurea Nirajului  Arhivat în 24 ianuarie 2007, la Wayback Machine.